# 線上社會學研究
《線上社會學研究》（Sociological Research Online）是一份1996年起出刊的英語社會學學術期刊，由英國社會學會、SAGE Publications、薩里大學和史德林大學聯合出刊，現任主編群包括薩里大學教育社會學教授瑞秋·布魯克斯（Rachel Brooks）、社會學教授保羅·霍金森（Paul Hodkinson）、英國公開大學健康照護教授羅莎琳·巴伯（Rosaline Barbour）與印第安那州立大學家庭照護教授蘇珊·艾雷（Susan Eley）。該期刊僅有網路版，沒有紙本版。
根據《期刊引證報告》數據顯示，《線上社會學研究》2011年時的影響因子是0.446，在137份社會學期刊中排名第96。

## 外部連結
- 《線上社會學研究》在出版社官網的介紹 （页面存档备份，存于） （英文）